# IC 1412
IC 1412 је спирална галаксија у сазвјежђу Јарац која се налази на листи објеката дубоког неба у Индекс каталогу.
Деклинација објекта је - 17° 10' 36" а ректасцензија 21h 58m 18,5s. Привидна величина (магнитуда) објекта IC 1412 износи 13,5 а фотографска магнитуда 14,4. IC 1412 је још познат и под ознакама MCG -3-56-1, IRAS 21555-1724, PGC 67747.